# چهل و هفت رونین (فیلم ۲۰۱۳)
۴۷ رونین (به انگلیسی: 47 Ronin) یک فیلم در ژانر اکشن فانتزی به کارگردانی کارل لینچ و محصول سال ۲۰۱۳ ایالات متحده آمریکا است. ۴۷ رونین به صورت یک افسانه، داستان چهل و هفت رونین، زندگی واقعی گروهی رونین (سامورایی بدون ارباب) در قرن هجدهم ژاپن را به تصویر می‌کشد، که برای گرفتن انتقام مرگ ارباب خود دست به شورش زدند. این فیلم اولین تجربه کارگردانی کارل لینچ است و بازیگرانی همچون کیانو ریوز، هیرویوکی سانادا، تادانابو آسانو و رینکو کیکوچی در آن ایفای نقش می‌کنند.
اگرچه فروش جهانی فیلم تقریباً به ۱۵۲ میلیون دلار رسیده‌است، اما با بودجه ساخت ۱۷۵ میلیون این فیلم ضرر قابل توجهی برای کمپانی سازنده‌اش یونیورسال استودیوز در سال ۲۰۱۳ بر جای گذاشت. این فیلم برای اولین بار ۶ دسامبر ۲۰۱۳ در ژاپن اکران شد و با شروعی ناامیدکننده تنها یک میلیون و ۳۰۰ هزار دلار فروش کرد.

## داستان
«کای» (کیانو ریوز) جنگجویی است که به اویشی، رهبر ۴۷ رونین، می‌پیوندد تا از کسی که به رئیسشان خیانت کرده بود انتقام بگیرند…